# Jan Hoffmann
Pour les articles homonymes, voir Hoffmann.
Jan Hoffmann, né le 26 octobre 1955, est un patineur artistique allemand.

## Biographie

### Carrière sportive
Au cours de sa longue carrière de patineur, il remporte notamment neuf fois le titre de champion est-allemand entre 1971 et 1980, celui de champion d'Europe en 1974, 1977, 1978 et 1979, ainsi que le titre de champion du monde en 1974 et 1980. Lors des Jeux olympiques de 1980, il remporte la médaille d'argent en individuel.

## Palmarès
| Compétitions principales          | 1968    | 1969    | 1970    | 1971    | 1972    | 1973    | 1974    | 1975    | 1976    | 1977    | 1978    | 1979    | 1980    |  |
| Jeux olympiques d'hiver           | 26e     |         |         |         | 6e      |         |         |         | 4e      |         |         |         | 2e      |  |
| Championnats du monde             |         |         | 10e     | 4e      | 6e      | 3e      | 1er     |         | 3e      | 2e      | 2e      | 3e      | 1er     |  |
| Championnats d’Europe             | 21e     | 16e     | 9e      | 4e      |         | 3e      | 1er     |         | 3e      | 1er     | 1er     | 1er     | 2e      |  |
| Championnats d'Allemagne de l'Est |         | 2e      | 2e      | 1er     | 1er     | 1er     | 1er     | F       | 1er     | 1er     | 1er     | 1er     | 1er     |  |
|                                   |         |         |         |         |         |         |         |         |         |         |         |         |         |  |
| Autres compétitions               | 1967/68 | 1968/69 | 1969/70 | 1970/71 | 1971/72 | 1972/73 | 1973/74 | 1974/75 | 1975/76 | 1976/77 | 1977/78 | 1978/79 | 1979/80 |  |
| Skate America                     |         |         |         |         |         |         |         |         |         |         |         |         | 3e      |  |
| Moscou Skate                      |         |         | 4e      |         |         |         |         |         |         |         |         |         |         |  |
| Légende : F = Forfait             |         |         |         |         |         |         |         |         |         |         |         |         |         |  |